# اوبه (کمون)
اوبه (به فرانسوی: Aubais) یک کمون در فرانسه است که در canton of Sommières واقع شده‌است. اوبه ۱۱٫۷۹ کیلومتر مربع مساحت دارد ۳۷ متر بالاتر از سطح دریا واقع شده‌است.